# 22936 Ricmccutchen
22936 Ricmccutchen è un asteroide della fascia principale. Scoperto nel 1999, presenta un'orbita caratterizzata da un semiasse maggiore pari a 2,8411865 UA e da un'eccentricità di 0,0887673, inclinata di 5,21247° rispetto all'eclittica.